# Doğubeyazıt

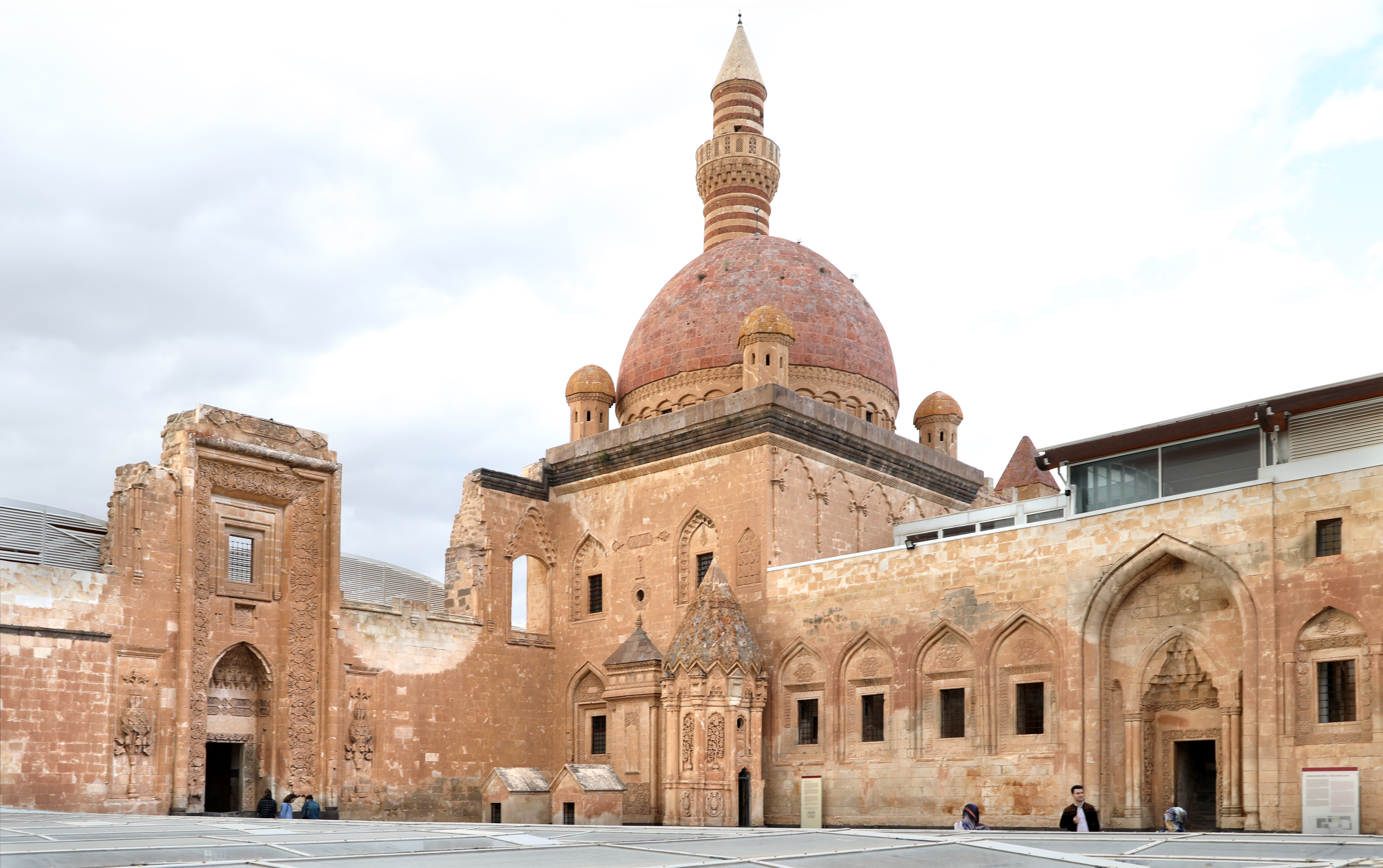
Palazzo di Ishak Pascià

Doğubeyazıt (in curdo Bazîd‎) è una città e un distretto della provincia di Ağrı (Turchia) con una popolazione principalmente di origine curda.
La città, a circa 35 km dal confine con l'Iran, giace a circa metà strada tra il monte Ararat più a nord, e il cratere meteoritico di cukuru (formatosi nel 1892) a sud. Su una collina a Sud della città si trova il Palazzo di Ishak Pascià (in turco İshak Paşa Sarayı), completato nel 1784.
Il  parco nazionale dell'arca di Noè che include il sito di "Durupınar" che si trova sulle colline a est della città e a sud della strada principale.